# Kevin Ullyett
Kevin Ullyett, né le 23 mai 1972 à Harare, est un ancien joueur de tennis professionnel zimbabwéen, spécialiste de double.
Dans sa carrière, il a gagné 34 titres professionnels en double, dont deux tournois du Grand Chelem : l'US Open en 2001 et l'Open d'Australie en 2005, tous deux avec son compatriote Wayne Black.
Il s'est également illustré en double mixte. Associé à Daniela Hantuchová, il a remporté l'Open d'Australie et disputé la finale de Wimbledon en 2002, et s'est encore qualifié pour les demi-finales de Wimbledon en 2003. Il a ensuite joué notamment avec Liezel Huber : finalistes de l'Open d'Australie et demi-finalistes à Wimbledon en 2005.
Après la retraite de Wayne Black, son principal partenaire, fin 2005, Ulyett a poursuivi sa carrière associé à Paul Hanley.

## Palmarès

### En double messieurs
| 34 titres en double | 2 G. Chelem | 2 G. Chelem | 2 G. Chelem | 2 G. Chelem | 0 Masters  | 0 Masters  | 0 Masters   | 0 Masters   | 5 Masters 1000 | 5 Masters 1000 | 5 Masters 1000 | 5 Masters 1000 | 4 ATP 500          | 4 ATP 500          | 4 ATP 500          | 4 ATP 500          | 23 ATP 250         | 23 ATP 250         | 23 ATP 250     | 23 ATP 250     | 0 JO           | 0 JO           | 0 JO           | 0 JO           |
| 34 titres en double | 23 sur dur  | 23 sur dur  | 23 sur dur  | 23 sur dur  | 23 sur dur | 23 sur dur | 3 sur gazon | 3 sur gazon | 3 sur gazon    | 3 sur gazon    | 3 sur gazon    | 3 sur gazon    | 6 sur terre battue | 6 sur terre battue | 6 sur terre battue | 6 sur terre battue | 6 sur terre battue | 6 sur terre battue | 2 sur moquette | 2 sur moquette | 2 sur moquette | 2 sur moquette | 2 sur moquette | 2 sur moquette |

## Parcours dans les tournois duGrand Chelem

### En simple
| Année | Open d'Australie | Open d'Australie | Internationaux de France | Internationaux de France | Wimbledon | Wimbledon | US Open         | US Open    |
| ----- | ---------------- | ---------------- | ------------------------ | ------------------------ | --------- | --------- | --------------- | ---------- |
| 1993  | —                | —                | —                        | —                        | —         | —         | 2e tour (1/32)  | A. Volkov  |
| 1994  | —                | —                | —                        | —                        | —         | —         | 1er tour (1/64) | P. Sampras |
| 1995  | —                | —                | —                        | —                        | —         | —         | —               | —          |
| 1996  | —                | —                | —                        | —                        | —         | —         | —               | —          |
| 1997  | —                | —                | —                        | —                        | —         | —         | —               | —          |
| 1998  | —                | —                | —                        | —                        | —         | —         | —               | —          |
| 1999  | —                | —                | —                        | —                        | —         | —         | —               | —          |
| 2000  | 2e tour (1/32)   | C. Rochus        | —                        | —                        | —         | —         | —               | —          |

N.B. : à droite du résultat se trouve le nom de l'ultime adversaire.

### En double
| Année | Open d'Australie            | Open d'Australie           | Internationaux de France       | Internationaux de France   | Wimbledon                      | Wimbledon                  | US Open                     | US Open                  |
| ----- | --------------------------- | -------------------------- | ------------------------------ | -------------------------- | ------------------------------ | -------------------------- | --------------------------- | ------------------------ |
| 1994  | 1er tour (1/32) S. Kruger   | T. Woodbridge M. Woodforde | 1er tour (1/32) J.-L. de Jager | M.-K. Goellner J. Sánchez  | 1er tour (1/32) J.-L. de Jager | N. Kulti M. Larsson        | 1er tour (1/32) B. Devening | B. Black J. Stark        |
| 1995  | 1/4 de finale L. Paes       | J. Eltingh P. Haarhuis     | —                              | —                          | 1er tour (1/32) P. Nyborg      | J. A. Conde N. Marques     | —                           | —                        |
| 1996  | —                           | —                          | 1er tour (1/32) M. Ondruska    | M. Woodforde T. Woodbridge | —                              | —                          | —                           | —                        |
| 1997  | 2e tour (1/16) G. Muller    | B. Black G. Connell        | 1er tour (1/32) M. Mirnyi      | W. Arthurs A. Kratzmann    | 1er tour (1/32) M. Mirnyi      | M. Ondruska G. Stafford    | 1er tour (1/32) M. Mirnyi   | S. Lareau A. O'Brien     |
| 1998  | 1er tour (1/32) G. Stafford | J. Apell W. Black          | 2e tour (1/16) G. Stafford     | D. Johnson F. Montana      | 2e tour (1/16) G. Stafford     | J. Björkman P. Rafter      | 2e tour (1/16) G. Stafford  | F. Bergh P. Nyborg       |
| 1999  | 1er tour (1/32) P. Norval   | G. Kuerten N. Lapentti     | 1/8 de finale P. Norval        | M. Bhupathi L. Paes        | 1/8 de finale P. Norval        | T. Woodbridge M. Woodforde | 1er tour (1/32) P. Norval   | M. Bhupathi L. Paes      |
| 2000  | 2e tour (1/16) P. Norval    | L. Hewitt S. Stolle        | 1/8 de finale P. Norval        | T. Carbonell M. García     | 1er tour (1/32) W. Black       | W. Arthurs B. Ellwood      | 1er tour (1/32) W. Black    | P. Goldstein C. Woodruff |
| 2001  | 1/4 de finale W. Black      | B. Black D. Prinosil       | 1/8 de finale W. Black         | L. Arnold Ker C. Suk       | 1er tour (1/32) W. Black       | T. Cibulec L. Friedl       | Victoire W. Black           | D. Johnson J. Palmer     |
| 2002  | 1/4 de finale W. Black      | J. Boutter A. Clément      | 1/8 de finale W. Black         | T. Cibulec L. Paes         | 2e tour (1/16) W. Black        | A. Florent D. Macpherson   | 1/4 de finale W. Black      | M. Bhupathi M. Mirnyi    |
| 2003  | 1/8 de finale W. Black      | J. Coetzee C. Haggard      | 2e tour (1/16) W. Black        | Y. El Aynaoui T. Vanhoudt  | 1/8 de finale W. Black         | M. Damm C. Suk             | 1/8 de finale W. Black      | M. Llodra F. Santoro     |
| 2004  | 1/4 de finale W. Black      | J. Björkman T. Woodbridge  | 1/4 de finale W. Black         | B. Bryan M. Bryan          | 1/4 de finale W. Black         | J. Knowle N. Zimonjić      | 1/4 de finale W. Black      | J. Benneteau N. Mahut    |
| 2005  | Victoire W. Black           | B. Bryan M. Bryan          | 1er tour (1/32) W. Black       | J. Knowle J. Melzer        | 1/2 finale W. Black            | B. Bryan M. Bryan          | 1/2 finale W. Black         | J. Björkman M. Mirnyi    |
| 2006  | 1/2 finale P. Hanley        | B. Bryan M. Bryan          | 2e tour (1/16) P. Hanley       | T. Parrott V. Spadea       | 1/4 de finale P. Hanley        | M. Damm L. Paes            | 1/2 finale P. Hanley        | M. Damm L. Paes          |
| 2007  | 1/2 finale P. Hanley        | J. Björkman M. Mirnyi      | 2e tour (1/16) P. Hanley       | I. Kunitsyn D. Toursounov  | 2e tour (1/16) P. Hanley       | M. Melo A. Sá              | 1/2 finale P. Hanley        | L. Dlouhý P. Vízner      |
| 2008  | 1/8 de finale E. Butorac    | A. Clément M. Llodra       | 1/4 de finale J. Björkman      | B. Soares D. Vemić         | Finale J. Björkman             | D. Nestor N. Zimonjić      | 2e tour (1/16) J. Björkman  | C. Kas P. Petzschner     |
| 2009  | 1/8 de finale B. Soares     | M. Fish J. Isner           | 1/4 de finale B. Soares        | L. Dlouhý L. Paes          | 1/4 de finale B. Soares        | B. Bryan M. Bryan          | 2e tour (1/16) B. Soares    | J. I. Chela P. Cuevas    |
| 2010  | —                           | —                          | —                              | —                          | 1er tour (1/32) F. Fognini     | C. Eaton D. Inglot         | —                           | —                        |

N.B. : le nom du ou de la partenaire se trouve sous le résultat ; le nom des ultimes adversaires se trouve à droite.

### En double mixte
| Année | Open d'Australie | Open d'Australie | Internationaux de France | Internationaux de France | Wimbledon                  | Wimbledon                     | US Open                     | US Open                          |
| ----- | ---------------- | ---------------- | ------------------------ | ------------------------ | -------------------------- | ----------------------------- | --------------------------- | -------------------------------- |
| 2002  |                  |                  |                          |                          | Finale D. Hantuchová       | E. Likhovtseva M. Bhupathi    |                             |                                  |
| 2003  |                  |                  |                          |                          |                            |                               |                             |                                  |
| 2005  |                  |                  |                          |                          | 1/2 finale Liezel Huber    | T. Perebiynis Paul Hanley     | 1/4 de finale Ai Sugiyama   | D. Hantuchová M. Bhupathi        |
| 2006  |                  |                  |                          |                          |                            |                               | 2e tour (1/8) A. Rodionova  | A.-L. Grönefeld František Čermák |
| 2007  |                  |                  |                          |                          |                            |                               | 2e tour (1/8) Paola Suárez  | Liezel Huber Jamie Murray        |
| 2008  |                  |                  |                          |                          | 1/4 de finale Ai Sugiyama  | K. Srebotnik Mike Bryan       | 1er tour (1/16) Ai Sugiyama | Jill Craybas Eric Butorac        |
| 2009  |                  |                  |                          |                          | 1/4 de finale Hsieh Su-Wei | V. Ruano Pascual Stephen Huss | 1/2 finale Hsieh Su-Wei     | Cara Black Leander Paes          |

N.B. : le nom de la partenaire se trouve sous le résultat ; le nom des ultimes adversaires se trouve à droite.

## Participation aux Masters

### En double
| Année | Ville                      | Surface         | Partenaire     | Résultats | Résultat final    |
| ----- | -------------------------- | --------------- | -------------- | --------- | ----------------- |
| 1999  | Hartford                   | Moquette indoor | Piet Norval    | 1v, 2d    | Éliminé en poules |
| 2004  | Houston                    | Dur ext.        | Wayne Black    | 3v, 2d    | Finaliste         |
| 2005  | Shanghai, Qi Zhong Stadium | Moquette indoor | Wayne Black    | 3v, 1d    | Demi-finaliste    |
| 2006  | Shanghai, Qi Zhong Stadium | Dur indoor      | Paul Hanley    | 3v, 1d    | Demi-finaliste    |
| 2007  | Shanghai, Qi Zhong Stadium | Dur indoor      | Paul Hanley    | 2v, 2d    | Demi-finaliste    |
| 2008  | Shanghai, Qi Zhong Stadium | Dur indoor      | Jonas Björkman | 1v, 2d    | Éliminé en poules |